# Camp Bastion
Camp Bastion war ein großes Feldlager der Afghanischen Nationalarmee in Afghanistan nordwestlich von Laschkar Gah. Ursprünglich wurde es von den Streitkräften des Vereinigten Königreichs errichtet. Es entstand 2006 und umfasst eine Fläche von vier Meilen in der Länge und zwei Meilen in der Breite. Dort waren mehrere tausend britische Soldaten stationiert. Es gibt ein Feldlazarett und einen eigenen großen Flugplatz.

## Aufbau
Innerhalb von Camp Bastion bestehen das ehemals US-amerikanische Feldlager Camp Barber und das ehemals dänische Feldlager Camp Viking. In der Nachbarschaft befindet sich auch noch das fast 3 Quadratmeilen große ehemals US-amerikanische Feldlager Camp Leatherneck und das Feldlager Camp Shorabak. Camp Shorabak wurde für die Afghanische Nationalarmee errichtet, die restlichen Camps wurden während des Abzuges der ausländischen Streitkräfte an die Afghanische Nationalarmee übergeben.

## Geschichte
Das Camp war auch Hauptquartier des seit Mai 2006 britisch geleiteten multinationalen Provincial Reconstruction Team. Neben Briten beteiligen sich am PRT Laschkar Gah auch Vertreter der USA, Dänemarks und Estlands. Es umfasste etwa 250 Menschen.
Das Lager wurde mehrmals angegriffen. Beim Überfall vom 14. September 2012 starben zwei US-Marines, und sechs Harrier-II-Kampfflugzeuge wurden zerstört, zwei weitere erheblich beschädigt. Am 1. Oktober 2013 wurden die beiden Generalmajore Charles Gurganus und Gregg Sturdevant aus dem Dienst entlassen, weil sie keine ausreichenden Vorkehrungen getroffen hatten, um das Camp zu schützen. Es war die erste Entlassung von Generälen aufgrund von Fehlern im Kampf seit dem Vietnamkrieg.
2014 fand der Abzug der ausländischen Streitkräfte statt. Nach der formellen Übergabe der gesamten Basis an die Afghanische Nationalarmee verließen die letzten britischen Soldaten die Basis am 27. Oktober 2014.
Am 28. November 2014 wurde das Lager von Taliban-Kämpfern angegriffen. Während des stundenlangen Gefechts starben 8 afghanische Soldaten. Einige Tage später tauchte ein Video der Taliban auf, in diesem waren die Vorbereitungen und der Angriff zu sehen.